# Colombiers (Hérault)
Colombiers – miejscowość i gmina we Francji, w regionie Oksytania, w departamencie Hérault.
Według danych na rok 1990 gminę zamieszkiwało 1647 osób, a gęstość zaludnienia wynosiła 162 osoby/km² (wśród 1545 gmin Langwedocji-Roussillon Colombiers plasuje się na 230. miejscu pod względem liczby ludności, natomiast pod względem powierzchni na miejscu 749.).